# Héctor Nespral
Héctor Fernández Fernández-Nespral (Oviedo, 8 de febrero de 1993), conocido futbolísticamente como Héctor Nespral, es un futbolista español que juega como centrocampista. Actualmente forma parte de la plantilla de Unionistas de Salamanca Club de Fútbol de Primera Federación. 

## Trayectoria deportiva
Nacido en Oviedo, Asturias, se unió a los equipos base del Real Oviedo  en 2004 cuando tenía 11 años. Hizo su debut sénior con el Real Oviedo Vetusta el 10 de marzo de 2012, entrando en la segunda parte del encuentro que disputó el filial oviedista contra el Club Deportivo Cudillero en el campeonato de la Tercera División (0-1). 
El 25 de octubre de 2012 tras haberse jugado 9 jornadas de liga en las que solo jugó 4 partidos con el filial, se fue cedido al Astur Club de Fútbol hasta el fin de la temporada. Tras la cesión regresa al equipo filial, siendo titular habitual en los partidos del equipo anotando un total de 9 goles durante la temporada 2015–16.
El 4 de junio de 2016 Héctor hizo su debut profesional con el primer equipo actuando como titular en el último partido de la temporada 2015-16 contra el Osasuna (0-5). El 19 de agosto, se incorpora definitivamente al primer equipo. Tras jugar únicamente los últimos minutos del partido de la última jornada, Nespral no renovó con el club azul y el 17 de agosto de 2017 fichó por el club asturiano de Tercera División U. P. Langreo.
Tras dos temporadas en 2019 se fue al Barakaldo C. F. en Segunda División B. Una lesión lo dejó fuera de los terrenos de juego casi toda la temporada. En julio de 2020 se incorporó al Unionistas de Salamanca también en Segunda B.

## Clubes
Actualizado al último partido jugado el 27 de mayo de 2023.
| Club                          | País   | Periodo   | Part. (goles) |
| ----------------------------- | ------ | --------- | ------------- |
| Real Oviedo Vetusta           | España | 2012      | 34 (11)       |
| Astur Club de Fútbol          | España | 2012-2013 |               |
| Real Oviedo Vetusta           | España | 2013-2016 | 89 (18)       |
| Real Oviedo                   | España | 2016-2017 | 2 (0)         |
| U. P. de Langreo              | España | 2017-2019 | 36 (4)        |
| Barakaldo C. F.               | España | 2019-2020 | 14 (4)        |
| Unionistas de Salamanca C. F. | España | 2020-     | 92 (6)        |